# Берестовицкая, Валентина Михайловна
Валентина Михайловна Берестовицкая (20.02.1940 — 13.04.2017) — российский учёный в области органической химии, доктор химических наук (1989), профессор (1991), заслуженный деятель науки РФ (2000).

## Биография
Родилась в Ленинграде.
Окончила химический факультет Ленинградского государственного педагогического института им. А. И. Герцена (1963) и аспирантуру кафедры органической химии (1966), в 1967 г. защитила кандидатскую диссертацию по теме «Взаимодействие β-бром-β-нитроалкенов с некоторыми циклическими β-дикетонами и кетонами» (специальность 02.00.03 «Органическая химия»).
Работала там же: ассистент кафедры органической химии (1967—1969), старший научный сотрудник проблемной лаборатории нитросоединений (1969—1989), доцент кафедры органической химии (1989—1991); профессор кафедры органической химии (1991—1992); с 1992 года — заведующая кафедрой органической химии, с 1997 года одновременно — научный руководитель проблемной лаборатории нитросоединений.
В 1989 г. в Ленинградском технологическом институте им. Ленсовета защитила докторскую диссертацию по теме «Нитрогетероциклические соединения ряда тиолен-1,1-диоксида и его фосфор- и кремнийсодержащих структурноподобных аналогов». В 1991 г. утверждена в звании профессора по кафедре органической химии.
Разработала методы получения нитросодержащих тиолен-1,1-диоксилов, фосфолен-1,1-оксидов и силоленов. Изучила новые высокореакционноспособные синтоны в органическом синтезе и создала на их основе оригинальные лекарственные препараты — производные гамма-аминомасляной кислоты и альфа-пирролидона.
Является руководителем научной школы «Нитросоединения и аминокислоты». Подготовила 22 кандидата и 4 докторов химических наук.
Заслуженный деятель науки РФ (2000). Награждена медалями «Ветеран труда» (1985), «300 лет С.-Петербургу» (2003), нагрудным знаком «Почётный работник высшего образования России» (1997).